# Boom Boom Kid
Boom Boom Kid sau BBK este o trupă argentiniană de rock alternativ. 

## Discografie
- Zima (EP) (2000)
- Okey Dokey (2001)
- Smiles From Chapanoland (2004)
- The Many… Many Moods Of… Boom Boom Kid! (2005)
- Wasabi (2007)
- Espontáneos Minutos De 2x2 Es 16 Odas A Dada Tunes (2007)
- Frisbee (2009)